# حيز غير مقطوع
الحيز غير المقطوع أو المسافة غير الفاصلة (بالإنجليزية: Non-breaking space)‏‏ ("&nbsp;")، هُو مُصطلح في معالج الكلمات وصف الحروف، وهو حرف المسافة التي تمنع الالتفاف التلقائي للسطر في موقعه. في بعض التنسيقات مثل لغة ترميز النص الفائق (HTML)، فإنها أيضًا تمنع حروف المسافة البيضاء المتتالية من التداخل في مسافةٍ واحدة.